# Ley 1420 (Argentina)
La Ley 1420 de Educación Común, Gratuita y Obligatoria es una ley argentina de importancia histórica promulgada el 8 de julio de 1884, durante el gobierno de Julio Argentino Roca.
La ley estableció la instrucción primaria obligatoria, gratuita y gradual para todos los niños en edad escolar, comprendida entre los 6 y los 14 años. La obligatoriedad suponía la existencia de escuelas públicas al alcance de cada niño, asegurando el acceso a la educación y brindando la oportunidad de adquirir un conjunto mínimo de conocimientos, tal como fue definido por la ley.
La Ley 1420, más allá de su función educativa, marcó un avance en cuestiones de igualdad de género para su época. Este avance se debe, en parte, al influyente trabajo de Domingo Faustino Sarmiento, un defensor de la educación igualitaria, y a la destacada colaboradora de Sarmiento, Juana Manso, cuyo papel en la promoción de la educación para las mujeres fue crucial.Al mismo tiempo, otro aspecto relevante de esta ley fue su contribución a la separación de la educación común de la educación religiosa, lo que representó un paso importante hacia la educación laica. Si bien en el texto original no prohíbe la enseñanza de la religión, establecía pautas claras, como la impartición fuera del horario de clases y a cargo de los ministros autorizados de los diferentes cultos, revelando un grado de pluralismo y tolerancia a la diversidad excepcional para la época.
Su promulgación se dio en un contexto político y social de consolidación de la organización nacional, después de años de conflictos y divisiones. Además, posicionó a Argentina en la vanguardia regional, ya que otros países declararían obligatoria la educación primaria en fechas posteriores (Chile y Bolivia lo harían en 1920; Brasil en 1934 y Perú en 1941), convirtiendo a la Ley 1420 en un hito que influyó en la región y desencadenó reacciones en los países vecinos. Uruguay, por su parte, se adelantó en la declaración de la gratuidad, laicidad y obligatoriedad de la educación básica en 1876, influenciado en parte por las ideas de José Pedro Varela, quien se inspiró en el pensamiento de Sarmiento y su lucha por una educación democrática y laica.
La implementación de la Ley 1420 tuvo un impacto significativo en la reducción de los índices de analfabetismo en el país. Antes de la sanción de esta ley en 1884, la tasa de analfabetismo era alta, con datos que indicaban que más de la mitad de la población no sabía leer ni escribir. El impacto directo de la Ley 1420 se tradujo en un aumento en la asistencia escolar y una disminución gradual de la tasa de analfabetismo, cuestión que se complementaría más tarde, en 1905, con la sanción de la Ley Láinez. La gratuidad y la obligatoriedad escolar hicieron que más niños tuvieran acceso a la educación, en especial a aquellos que provenían de familias de bajos recursos que previamente no podían costear la educación. A lo largo de las décadas, este enfoque en la educación primaria contribuyó a mejorar las tasas de alfabetización en Argentina y marcó un punto de partida en el camino hacia la educación universal en el país. 

## Antecedentes de la Ley 1420

### Contexto Político y Social de la Primera Mitad delSigloXIX
Antes de la independencia de la Argentina, durante la época colonial, la educación en el territorio que actualmente forma parte del país estaba controlada principalmente por órdenes religiosas, particularmente la Compañía de Jesús (jesuitas), las cuales se enfocaban en la conversión de la población indígena al catolicismo. La educación formal estaba disponible, en su mayoría, para la élite criolla y mestiza, mientras que los indígenas y los afrodescendientes enfrentaban un acceso limitado a la instrucción académica. En este sentido, el sistema educativo colonial contribuía a mantener las jerarquías sociales y la estructura de poder basada en el control de las instituciones eclesiásticas sobre la educación.
Con la Revolución de Mayo en 1810 y el posterior proceso de independencia, surgió un movimiento que impulsó la idea de modernizar la educación y desvincularla de la influencia eclesiástica en algunos aspectos, promoviendo valores republicanos y cívicos. Los líderes de la independencia veían en la educación un medio para consolidar la identidad nacional y difundir valores que apoyaran la formación de un Estado-nación. No obstante, las disputas políticas entre unitarios y federales en la primera mitad del siglo XIX afectaron el desarrollo de un sistema educativo centralizado. Los caudillos federales, como Juan Facundo Quiroga y Juan Manuel de Rosas, defendían una estructura educativa más descentralizada y con fuerte influencia de la Iglesia. En contraste, los unitarios, liderados por figuras como Bernardino Rivadavia, promovían la centralización y el laicismo en la educación, inspirándose en modelos europeos.
Durante el período de influencia liberal, a principios de la década de 1820, Buenos Aires adoptó el método de enseñanza mutua o lancasteriano, introducido por Rivadavia. Este método, que consistía en que un alumno con habilidades avanzadas actuara como monitor bajo la supervisión del maestro, buscaba ampliar la cobertura educativa en contextos con escasez de docentes y en momentos de crecimiento de la demanda educativa. Sin embargo, las reformas liberales de esta época tuvieron una implementación limitada y enfrentaron fuerte resistencia de sectores conservadores, quienes rechazaban la secularización y la centralización educativa promovidas desde Buenos Aires.
En el interior del país, figuras como José Gervasio Artigas, Estanislao López y Juan Bautista Bustos fomentaron un sistema educativo enfocado en el acceso más amplio de la población rural a la instrucción básica. Con la creación de Juntas Protectoras, se establecieron fondos para becas y la construcción de edificios escolares, sentando las bases para una futura política educativa nacional. Sin embargo, las limitaciones en infraestructura y los conflictos políticos postergaron el desarrollo de un sistema educativo uniforme y secular. A pesar de que en algunas provincias la educación continuaba teniendo un carácter predominantemente religioso, el interior avanzaba de manera gradual hacia una educación más inclusiva y enfocada en las necesidades productivas locales.

### Consolidación de la Identidad Nacional en elSigloXIX
Con la sanción de la Constitución Nacional de 1853, se estableció el derecho a educar como una responsabilidad de los gobiernos provinciales, lo cual sentó las bases para el desarrollo de políticas educativas nacionales. Uno de los intelectuales más influyentes en esta etapa fue Juan Bautista Alberdi, miembro de la Generación del ‘37 y redactor de las bases de la Constitución, quien abogaba por un Estado independiente de la Iglesia en materia educativa. Alberdi diferenciaba entre la “religión verbalista” y la educación religiosa práctica, sugiriendo que el sistema educativo debía aspirar a formar ciudadanos sin estar subordinado a la influencia eclesiástica. Esta visión de modernización educativa fue compartida por Domingo Faustino Sarmiento, presidente entre 1868 y 1874, quien, impresionado por el sistema educativo estadounidense, consideraba que la educación debía estar ligada a la sociedad civil y desvinculada de la Iglesia.
Tanto Alberdi como Sarmiento veían la educación como una herramienta para el cambio social y el desarrollo económico. Alberdi enfatizaba la necesidad de fomentar la inmigración europea y enseñarles a trabajar, proyectando la educación como un medio para el crecimiento económico y la consolidación demográfica del país. Sarmiento, por otro lado, promovía una educación más accesible y extendida, incorporando un sistema de escuelas públicas, con una estructura descentralizada que incluía la participación de municipios y asociaciones civiles. La fundación de instituciones como la Sociedad de Beneficencia y las escuelas de artes y oficios reflejaba su interés en desarrollar un sistema de educación pública y privada que formara educadores laicos.
La presidencia de Bartolomé Mitre (1861-1868) continuó con la política educativa secular de Sarmiento, consolidando los cimientos de una educación primaria que se extendió a través de las provincias. En 1863, Mitre introdujo reformas que promovían la educación primaria y el establecimiento de cargos de "director de escuela" en cada provincia, sentando así las bases para una mayor organización en el sistema educativo nacional. Estas reformas, aunque modestas en comparación con las transformaciones que llegarían en la década de 1880, fueron importantes para establecer la administración escolar a nivel local y crear las condiciones para una educación menos dependiente de la Iglesia.

## Resultados
En virtud de esta ley se realizaron grandes progresos en cuanto a la alfabetización de la población: a su llegada existían 1214 escuelas públicas en todo el país, y tras esta, hubo un aumento de 590; las escuelas normales, destinadas a educar maestros, pasaron de 10 a 17, el total de docentes aumentó de 1915 a 5348, y el número de alumnos pasó de 86 927 a 180 768.